# Кавана, Клэр
Клэр Кавана (англ. Clare Adele Cavanagh, род. 23 мая 1956) — американский литературный критик, славист, переводчик, профессор искусств и гуманитарных наук, заведующий кафедрой славянских языков и литературы в Северо-Западном университете. Клэр Кавана — известный переводчик современной польской поэзии, стихов Виславы Шимборской, Адама Загаевского, а также в настоящее время заключила контракт, чтобы написать биографию Чеславa Милошa. Её работы были переведены на русский, польский, венгерский, французский, голландский, китайский, и японский.

## Образование
Она получила степень бакалавра в Калифорнийском университете в Санта-Крузе (1978), также степень мастера искусств и доктора философии в Гарвардском университете (1981 и 1988 годах соответственно). До прихода в Северо-Западный университет, Кавана преподавала в университете Висконсина в Мэдисоне. Владеет русским и польским языками, получив сертификат русского языка в Ленинградском государственном университете в 1977 (ныне — Санкт-Петербургский государственный университет, Россия) и сертификат польского в Ягеллонском университете (Краков, Польша) в 1981 году.

## Награды и почётные звания
Творчество Клэр Кавана отмечено многими наградами:
- «Премия Национального круга книжных критиков» (National Book Critics Circle Award) за книгу «Лирическая поэзия и современная политика: Россия, Польша и Запад» (Lyric Poetry and Modern Politics: Russia, Poland, and the West)
- Премия Уильяма Райли Паркера (The William Riley Parker Prize) от «Ассоциации современного языка»
- Премия американской ассоциации учителей славянских и восточноевропейских языков за выдающуюся научную книгу о славянской литературе
- Премия Джона Фредерика Нимса (The John Frederick Nims Memorial Prize in Translation) за перевод
- Премия  Кэтрин Уошберн (The Katharine Washburne Memorial Lecture in Translation) за перевод
- Премия Премия Американского клуба писателей «Лучшая переведённая книга месяца»
- Премия американской ассоциации учителей славянских и восточноевропейских языков за выдающийся перевод со славянского языка

Эссе и переводы Клэр Кавана публиковались в еженедельном литературном приложении к газете Таймс (The Times Literary Supplement), в книжном обозрении газеты Нью-Йорк Таймс (The New York Times Book Review), в журналах Нью-Репаблик (The New Republic), Нью-Йоркер (The New Yorker), Нью-Йорк ревью оф букс (The New York Review of Books), Бук-Форум (Bookforum),  Партизан Ревью (Partisan Review), Комон Ноледж (Common Knowledge), Поэтри (Poetry), Литэрари Имажинэйшн (Literary Imagination), и других периодических изданиях.

## Избранная библиография

### Книги
- Лирическая поэзия и современная политика: Россия, Польша и Запад (Clare Cavanagh. "Lyric Poetry and Modern Politics: Russia, Poland, and the West". Yale University Press, 2010)[6]
- Осип Мандельштам и модернистское создание традиции (Clare Cavanagh. Osip Mandelstam and the Modernist Creation of Tradition. Princeton University Press, 1994)[7]

### Отредактированные книги
- Роланд Грин, главный редактор, Стивен Кушман, генеральный редактор, Клэр Кавана, Джахан Рамазани, Пол Рузер, ассоциированные редакторы; «Принстонская энциклопедия поэзии и поэтики» (Roland Greene, editor-in-chief, Stephen Cushman, general editor, Clare Cavanagh, Jahan Ramazani, Paul Rouzer, associate editors; "The Princeton Encyclopedia of Poetry and Poetics". Princeton University Press, 2012)[8]

### Переводы
- Вислава Шимборская (автор), Клэр Кавана (переводчик), Станислав Баранчак (переводчик) «Карта: собранные и последние стихи» (Wislawa Szymborska  (Author), Stanislaw Baranczak (Translator), Clare Cavanagh (Translator); "Map: Collected and Last Poems". Mariner Books, 2016)[9]
- Адам Загаевский (автор), Клэр Кавана (переводчик) «Невидимая рука: стихотворения» (Adam Zagajewski (Author), Clare Cavanagh (Translator) "Unseen Hand: Poems". Farrar, Straus and Giroux, 2012)[10]

- Вислава Шимборская (автор), Клэр Кавана (переводчик), Станислав Баранчак (переводчик) «3десь» (Wislawa Szymborska (Author), Clare Cavanagh (Translator), Stanislaw Baranczak (Translator) "Here". Harcourt, 2010)[11]

- Адам Загаевский (автор), Клэр Кавана (переводчик) «Вечные враги: стихотворения» (Adam Zagajewski (Author), Clare Cavanagh (Translator)  "Eternal Enemies: Poems". Farrar, Straus and Giroux, 2009)[12]

- Вислава Шимборская (автор), Станислав Баранчак (переводчик), Клэр Кавана (переводчик), Билли Коллинз (переводчик) «Монолог собаки» (Wisława Szymborska (Author), Stanislaw Baranczak (Translator), Clare Cavanagh (Translator), Billy Collins (Foreword by) "Monologue of a Dog". Harcourt, 2005)[13]

- Адам Загаевски (автор), Клэр Кавана (переводчик) «Защита страсти: эссе» (Adam Zagajewski (Author), Clare Cavanagh (Translator) "A Defense of Ardor: Essays". Farrar, Straus and Giroux, 2004)[14]

- Вислава Шимборская (автор), Клэр Кавана (автор, переводчик, редактор) «Необязательное чтение: пьесы в прозе» (Wislawa Szymborska (Author), Clare Cavanagh (Author, Translator, Editor) "Nonrequired Reading: Prose Pieces". Houghton Mifflin Harcourt , 2002)[15]

- Вислава Шимборская (автор), Клэр Кавана (автор, переводчик, редактор) «Пейзаж с песчинкой: избранные стихотворения» (Wislawa Szymborska (Author), Stanislaw Baranczak (Translator), Clare Cavanagh (Translator) "View with a Grain of Sand: Selected Poems". Harcourt Brace, 1995)[16]

- Станислав Баранчак (редактор, переводчик), Клэр Кавана (редактор, переводчик), Хелен Вендлер (предисловие) «Польская поэзия последних двух десятилетий коммунистического правления: испортить веселье людоедам» (Stanislaw Baranczak (Editor, Translator), Clare Cavanagh (Editor, Translator), Helen Vendler (Foreword) "Polish Poetry of the Last Two Decades of Communist Rule: Spoiling Cannibals' Fun". Northwestern University Press, 1991)[17]